# Все народы
Все народы, Церковь «Все народы» (англ. Every Nation) — международная христианская неохаризматическая церковь. Имеет дочерние церкви в 60 странах мира и объединяет 1,1 млн верующих.
До 2004 года организация была известна под названием «Утренняя звезда» (англ. Morning Star). На русский язык название церкви иногда переводят как «Каждая нация».
Головные офисы организации расположены в Маниле (Филиппины) и Брэнтвуде (штат Теннесси, США).

## История
Сообщество церквей «Все народы» было создано в 1994 году. При этом корни международного служения «Утренняя звезда» можно проследить до 1981 года, когда два приятеля Райс Брукс и Фил Бонассо начали совместную проповедь в студенческом кампусе Южно-Калифорнийского Университета. Их деятельность совершалась под эгидой служения «Маранафа» — международного пятидесятнического движения, основанного бывшим молодёжным пастором Ассамблей Бога Бобом Вайнером для служения в кампусах при университетах и колледжах. В 1984 году Брукс посетил Филиппины, где познакомился с миссионером Стивеном Мюреллом, прибывшим на Филиппины из Старквилля, штат Миссисипи. В 1989 году служение «Маранафа» прекратило своё существование; при этом часть команды данного движения продолжило собственное служение.
В 1994 году Брукс, Бонассо и Мюрелл встретились в Маниле и решили объединить усилия в мировой евангелизации. В том же году ими было создано служение «Утренняя звезда». В 1997 году к «Утренней звезде» присоединился союз церквей «Его люди». Церковь «Его люди» была основана Паулем Даниэлем в 1992 году в Кейптауне (ЮАР) и также действовала преимущественно среди студенческих кампусов Африки и Европы.
В 2004 году движение сменило название с «Утренняя звезда» на «Все народы». Новое название отражает желание распространить Евангелие Иисуса Христа «всем народам в нашем поколении».

## Вероучение и организация
Заявление веры, принятые церквами «Все народы» содержит ряд общехристианских догматов — веру в непогрешимость и авторитет Библии, веру в триединого Бога, божественность, искупительную смерть и воскресение Христа. Церковь признаёт Апостольский и Никейский символы веры. Являясь частью неохаризматического движения, церковь делает акцент на крещение святым Духом и духовных дарах.
В управление церкви (Международную апостольскую команду) входят региональные представители Ближнего Востока, Европы, Северной и Латинской Америк, Океании и по два представителя от Африки и Азии. Президентом церкви является Стив Мюрелл. Мюррел также является пастором церкви «Победа» в Маниле, состоящей из 5 тыс. домашних групп и насчитывающей 62 тыс. прихожан.
В 2008 году «Все народы» были аккредитованы в Евангельском совете по финансовой отчётности — американской организации, содействующей финансовой прозрачности пожертвований. Согласно предоставленным данным в 2012 году церковь «Все народы» получила 4,4 млн долларов в виде пожертвований прихожан. Расходы церкви за указанный период составили 3,6 млн долларов.

## «Все народы» на Украине
В 1993 году в Тернополе была образована церковь «Любовь и исцеление». В 1994 году церковь открыла свой первый филиал — в Новоднестровске. В 2000 году группа церквей «Любовь и исцеление» вошла в движение «Все народы». В настоящий момент на Украине действует 7 церквей «Любовь и исцеление» — в Бережанах, Буче, Новоднестровске, Одессе, Сокирянах, Тернополе и Хотине. Одновременно, общины связанные с церковью «Все народы» есть во Львове (церковь «Христово общение») и в Киеве.